# Saggio sulla libertà
Saggio sulla libertà è la traduzione italiana di On liberty di John Stuart Mill.
È uno dei saggi più celebri dell'autore, pubblicato nel 1859, in cui la sua concezione etica dell'utilitarismo viene applicata all'individuo e alla società. Nel tentativo di stabilire un principio saldo sulla relazione tra autorità e libertà, Mill attribuisce all'individuo la libertà di fare tutto quel che vuole o può, a patto di non danneggiare un altro individuo, e cioè a patto di non recare danno alla società; questa ha infatti il diritto di difendersi nel momento in cui la associazione che la costituisce venga messa in pericolo.
Mill critica gli errori dei precedenti tentativi compiuti per difendere l'individualità, come ad esempio il ricorso ad ideali democratici, che si risolve sempre, secondo l'autore, in una mera “tirannia della maggioranza”. Promotore di un “governo di tutti per tutti”, l'autore delinea un'idea di Stato che dovrebbe limitare il meno possibile la libertà degli individui, enfatizzando l'importanza dell'individualità come condizione essenziale per il godimento dei piaceri più elevati (in linea con la gerarchizzazione qualitativa propria del suo utilitarismo). Sottolinea inoltre l'importanza del confronto dialettico nella formazione di un'opinione, di cui il legittimo e insindacabile fondamento si raggiunge unicamente con la piena conoscenza di ciò che afferma l'opposto. Ne deriva che nessuna opinione, vera o falsa che sia, anche quando sia considerata scorretta dalla società, può essere soffocata dall'autorità.
L'opera si presenta quindi come una difesa della diversità e della libertà di opinioni, contro l'unanimità e il conformismo, prevedendo per ognuno libertà di coscienza, pensiero ed espressione, libertà di perseguire la felicità e libertà di associarsi.
Per questo motivo il libro è considerato un classico del pensiero liberale.

## Composizione
Secondo l'Autobiografia di Mill, l'opera fu inizialmente concepita nel 1854 come un saggio breve. A seguito però dello sviluppo di nuove idee, il saggio venne ampliato, riscritto e corretto dallo scrittore e da sua moglie, Harriet Taylor. Preceduti da un periodo di forte depressione dell'autore, l'incontro e il successivo matrimonio con Harriet lo portarono ad un sostanziale cambiamento di opinione sulla morale e i diritti delle donne. Riferendosi alla moglie, Mill afferma che “di tutto ciò che porta il mio nome, questa è stata l'opera la cui produzione ha visto la nostra più grande collaborazione”. La stesura finale era stata quasi completata quando Harriet si spense improvvisamente nel 1858. Lo scrittore dichiara di non aver alterato da questo momento il contenuto del testo e che uno dei suoi primi atti dopo la morte di lei è stato quello di pubblicarlo e “consacrarlo alla sua memoria”. La composizione dello scritto risente molto anche dell’influenza del filosofo tedesco Wilhelm von Humboldt, e in particolare del suo saggio “I limiti dell’attività dello Stato”. Pubblicato nel 1859, il saggio di Mill è stato uno dei suoi due scritti più influenti, assieme all'opera Utilitarismo.

## Sommario

### Introduzione
John Stuart Mill apre il suo saggio trattando della storica “lotta tra autorità e libertà", e descrive le antiche tirannie dei governanti, antagonisti al popolo governato. Benché garantissero una coesione contro i nemici interni ed una protezione dei più deboli della comunità contro i nemici interni, tali governanti possedevano un potere così esteso tale da stimolare i cittadini a porvi dei limiti. Questo controllo dell'autorità, che i cittadini intendevano come loro "libertà", era caratterizzato da due elementi: i diritti politici o immunità e i “vincoli costituzionali per cui il consenso della comunità, o di un qualche organismo che avrebbe dovuto rappresentarne gli interessi, veniva reso condizione necessaria per alcuni degli atti fondamentali dell'esercizio del potere”. Dal momento che la società si trovava nella sua fase di sviluppo iniziale, soggetta spesso a condizioni di agitazione e pericolo (a causa ad esempio di una esigua popolazione o di uno stato di guerra costante), era costretta ad accettare il dominio di un “signore”. Ad ogni modo, con il progresso dell’umanità, divenne concepibile l’idea che i governanti costituissero solamente dei “delegati revocabili a piacimento dalla società”, e che dunque il miglior sistema di governo da adottare fosse quello elettivo. Mill ammette che questa nuova forma di società sembrava immune alla tirannia giacché “non vi era da temere che diventasse il tiranno di se stessa”. Malgrado le elevate speranze infuse dall'Illuminismo, Mill dichiara che gli ideali democratici non vennero adottati così facilmente come sperato. In primo luogo infatti, anche nella democrazia, il “popolo” che doveva trovarsi al governo, e cioè i governanti, raramente coincideva con quello che doveva essere governato. In più, in tali sistemi vi è il pericolo di quella che viene descritta come la “tirannia della maggioranza”, vale a dire che, quella parte di popolo che riesca a farsi accettare come tale potrebbe “desiderare opprimere una propria parte”, che dunque verrebbe privata del proprio diritto garantito dagli ideali democratici di esercitare i propri fini.
Secondo la visione di Mill, la tirannia della maggioranza è anche peggiore della tirannia di governo, perché non si limita ad una funzione esclusivamente politica, ma penetra nella quotidianità lasciando “meno vie di scampo” alla sua influenza. Dunque l'individuo non deve soltanto tutelarsi dall'autocrazia del despota, ma anche “proteggersi dalla tirannia dell'opinione e del sentimento predominanti”. All’interno della società, le opinioni prevalenti costituiranno la base di tutte le norme di comportamento; perciò non può esserci alcuna salvaguardia nella giustizia contro la tirannia della maggioranza. Mill sviluppa questo ragionamento: l’opinione dei più potrebbe non essere l’opinione corretta. L’unica giustificazione di una persona circa la sua preferenza su una convinzione morale è che è la propria preferenza. Ora, su una questione particolare, le persone si schiereranno a favore o contro tale questione; il gruppo composto da più individui prevarrà, ma non sarà necessariamente quello corretto. Pertanto, concludendo l'esame dei governi nel passato, Mill propone un unico criterio sulla base del quale la libertà di una persona debba essere limitata:
Mill chiarisce che questo criterio è unicamente basato sull'utilità. Perciò, quando non è utile, verrà ignorato. Per esempio, secondo Mill, ai bambini e alle nazioni “barbare” giova una libertà limitata. Despoti giusti, come Carlomagno e Akbar il Grande, furono storicamente vantaggiosi per popoli non ancora pronti a governarsi da soli.
Mill conclude l'Introduzione discutendo su cosa lui sostiene siano le tre libertà fondamentali in ordine di importanza:
1. La libertà di pensiero e di sentimento. Questa include la libertà di agire secondo tali idee, come ad esempio la libertà di parola
2. La libertà di perseguire i propri gusti (a condizione che non nuocciano ad altre persone), anche se sono considerati “immorali”
3. La libertà degli individui di associarsi, ammesso che questi siano di maggiore età, che i membri di tale associazione non siano obbligati ad associarsi, e che nessun danno venga fatto ad altri

Mill riconosce che queste libertà potrebbero – in alcune circostanze – venir messe da parte, ma asserisce che nelle società contemporanee e civilizzate non vi è alcuna giustificazione per la loro rimozione.

### Della libertà di pensiero e di discussione
Nel secondo capitolo, Mill tenta di dar prova di ciò che ha affermato nel capitolo primo, e cioè che le opinioni non dovrebbero mai essere soppresse. Riflettendo sull'esistenza di credenze fasulle, afferma che “ignoranze o pregiudizi del genere sono sempre e incondizionatamente un male, che però non possiamo sperare di evitare sempre e dobbiamo considerare come il prezzo da pagare per un bene inestimabile”. Sostiene che vi sono tre tipologie di opinione  – completamente falsa, parzialmente vera e completamente vera –, e che tutte giovano al bene comune:
Mill per gran parte del capitolo tratta delle implicazioni ed obiezioni relative alla politica di non limitare mai la libertà di opinione. Nel far questo, illustra la sua visione sui principi della morale cristiana spiegando che, mentre questi sono encomiabili,, sono tuttavia incompleti se presi da soli. Perciò, Mill conclude che la soppressione di opinioni basata sulla fede in una dottrina infallibile è pericolosa. Tra le varie obiezioni cui Mill risponde, vi è quella secondo cui la verità, se veramente tale, sopravviverà necessariamente alla persecuzione e che la società ha soltanto bisogno di apprendere i fondamenti della verità, e non le sue contestazioni. Verso la fine del secondo capitolo, Mill scrive che “il vituperio più scatenato è un deterrente reale, che distoglie la gente dal professare opinioni non conformiste e dall'ascoltare chi le professa.”

### Dell'individualità, come uno degli elementi per il benessere
Nel terzo capitolo, Mill pone in risalto il valore inerente all'individualità in quanto per definizione il prosperamento dell'uomo verso piaceri più elevati. Argomenta allora che una società dovrebbe sforzarsi di promuovere l'individualità come prerequisito per la creatività e la diversità. In linea con questa idea, Mill ritiene il conformismo un grave pericolo. Afferma infatti di aver paura che la cultura occidentale si avvicini ad un conformismo precettistico, che caratterizza ad esempio la cultura cinese. Per questo motivo, Mill conclude che le azioni in sé stesse non contano, ma hanno valore soltanto assieme all'individualità della persona che le ha compiute. Così, egli scrive:

### Dei limiti dell'autorità della società sull'individuo
Nel quarto capitolo, viene esposto un sistema in cui una persona possa distinguere tra gli aspetti della vita regolati dall'individuo e quelli invece moderati dalla società. Mill ritiene che, in generale, una persona dovrebbe essere lasciata libera di perseguire i propri interessi fin quando non danneggia gli interessi altrui. In tal caso, la condotta dell'individuo “ricade sotto la giurisdizione della società”. Mill rifiuta l’idea che l’unico scopo della libertà sia quello di autorizzare un’egoistica indifferenza. Al contrario, sostiene che un tale sistema liberale spinge le persone al bene assai più efficacemente di una coercizione fisica o emotiva. Questo principio lo porta a concludere che una persona potrebbe, senza paventare una giusta punizione, far del male a sé stessa attraverso il vizio. I governi, afferma Mill, dovrebbero punire l'individuo quando questo trascura un dovere nei confronti degli altri (o è causa di danno ad altri), e non il vizio che l'ha condotto ad una tale negligenza. Ad esempio, non deve essere bandita la vendita di alcolici se l'ubriachezza ha spinto alcuni individui a trascurare il proprio dovere, ma bisogna punire quegli individui che hanno trascurato il proprio dovere a causa dell'ubriachezza.
Mill dedica il resto del capitolo replicando alle possibili obiezioni che potrebbero sorgere contro la sua massima. Egli nota la critica secondo cui cadrebbe in contraddizione, da una parte garantendo l'interferenza della società nei confronti dei giovani perché irragionevoli, dall'altra negando l'interferenza della società con alcuni adulti benché questi agiscano irragionevolmente. All'inizio Mill risponde affermando nuovamente che la società dovrebbe punire le conseguenze dannose di una condotta irrazionale, ma non la condotta irrazionale in sé, la quale è affare dell'individuo. Inoltre, osserva che l’obbligazione sociale non avviene per assicurare la virtù dell’individuo durante la sua maturità. Piuttosto, la società ha l'opportunità ed il dovere, educando la gioventù, di assicurare che una generazione, nel suo insieme, sia complessivamente virtuosa.
Dove alcuni potrebbero obiettare che vi è una giustificazione per certi divieti di stampo religioso in una società dominata da quella religione, lui argomenta che la maggioranza dovrebbe stabilire leggi che accetterebbe se fosse la minoranza. Dunque afferma che, “a meno che non vogliamo adottare la logica dei persecutori, e sostenere che dobbiamo perseguitare altre persone perché abbiamo ragione, mentre loro non devono perseguitare noi perché hanno torto, dobbiamo guardarci dall'ammettere un principio la cui applicazione nei nostri confronti considereremmo grossolanamente ingiusta.” Nel dire questo, riporta una sua precedente affermazione secondo cui i principi morali e la religione non possono essere trattati come una scienza quale la matematica in quanto assai più complessi di essa (non avendo l'assiomaticità delle verità matematiche “alcun argomento da parte dell'errore”, ovvero, più in generale, né “obiezioni, né risposte ad esse”). Proprio come vivere in una società che include individui immorali, Mill fa notare che coloro che reputano la condotta di un altro depravata non sono costretti a socializzarvi, e devono semplicemente astenersi dall'ostacolare le decisioni personali di questi individui. Mentre l'autore si oppone in genere alla interferenza sociale motivata religiosamente, egli ammette che è lecita, per leggi basate sulla religione, la proibizione dell'uso di ciò a cui la religione non vincola. Ad esempio, in territori dove l'islam è religione di Stato sarebbe legittima la proibizione del consumo di maiale, se questa si accorda con i voleri della maggioranza.

### Applicazioni
Quest'ultimo capitolo mette in pratica i principi esposti nelle sezioni precedenti. L'autore riassume così questi principi:

#### Economia
Mill applica questi principi innanzitutto all'economia. Conclude che il libero mercato è preferibile a quello controllato dai governi. Mentre potrebbe apparire, siccome “il commercio è un atto sociale”, che il governo dovrebbe intervenire nell'economia, i sistemi economici, sostiene il saggista, funzionano al meglio quando lasciati in una condizione di libero scambio. Pertanto, l'intervento del governo, anche se in teoria possibile, sarebbe tuttavia controproducente. Criticamente, Mill definisce le economie amministrate dai governi come “dispotiche”. Ritiene infatti che se il governo gestisse l’economia, tutte le persone aspirerebbero ad essere parte di una burocrazia, unico punto di riferimento della società, che non incentiverebbe gli interessi di nessuno se non quelli di se stessa.

#### Prevenzione dei danni alla società
Indagando sui modi nei quali una persona potrebbe tentare di prevenire i mali arrecati alla comunità, Mill inizialmente ammette che una persona non dovrebbe attendere che questi accadano, ma dovrebbe provare ad intervenire prima. Nell'agire in tal modo, andrebbe considerato se ciò che reca danno può recare esclusivamente un danno. L'esempio fornito riguarda la vendita di veleni. Il veleno può recare danno. Ciononostante, il veleno può anche essere usato per “scopi innocui e perfino utili” (come può esserlo la sperimentazione scientifica o la fabbricazione di medicinali). Pertanto, vendere veleni è ammissibile. Nondimeno, a causa del rischio che comporta la vendita di veleni o prodotti del genere (come ad esempio gli alcolici), Mill non vede alcun pericolo per la libertà nell'esigere etichette di avvertenza sul prodotto. Successivamente, si sofferma su quale sia il giusto modo di agire quando si vede una persona che sta per attraversare un ponte inconsapevole che questo sia stato dichiarato pericolante. Mill afferma che siccome quella persona ha probabilmente interesse a non attraversare un ponte pericoloso (e cioè che se conoscesse i pericoli connessi all'attraversamento del ponte, non desidererebbe attraversarlo), è lecito fermarla con la forza prima che attraversi il ponte. Mill rinforza questa asserzione dichiarando che, se sono disponibili i mezzi per farlo, è meglio avvertire l'individuo inconsapevole.
A proposito della tassazione come deterrente per l’acquisto di prodotti pericolosi, viene fatta una distinzione. Infatti, la tassa istituita solamente per dissuadere dall’acquisto è inammissibile ed “ogni aumento di prezzo è una proibizione per coloro i cui mezzi non consentono la nuova spesa”. Peraltro, dato che un governo deve comunque tassare per sopravvivere, potrebbe scegliere di imporre le proprie tasse su ciò che reputa più pericoloso.

#### Reiterate violazioni del pubblico per iniziativa privata
Mill allarga il discorso sul principio di punire le conseguenze piuttosto che l'azione dell'individuo. In tal senso spiega che ad una persona che è per esperienza incline alla violenza (e dunque a nuocere alla società) in stato di ubriachezza dovrebbe soltanto essere dalla società limitata nel bere. Viene anche detto che i recidivi andrebbero puniti più severamente di coloro che trasgrediscono la legge per la prima volta.

#### Incitamento al vizio
In tema di fornicazione e di gioco d'azzardo, Mill non giunge ad una conclusione definitiva, poiché da entrambi i lati “vi sono argomenti a favore.” Egli riflette sul fatto che mentre le suddette azioni potrebbero essere “tollerate” in privato, il fatto di promuoverle pubblicamente (facendo il mezzano o gestendo una bisca) non dovrebbe essere consentito. Una simile conclusione viene raggiunta nei confronti degli atti pubblici di indecenza, giudicati dall'autore come condannabili.

#### Suicidio e divorzio
Circa l'interferenza sociale nei riguardi del suicidio, Mill afferma che lo scopo della libertà è permettere ad una persona di perseguire i propri interessi. Dunque, quando una persona intende terminare la propria capacità di avere interessi è ammissibile il subentrare della società. In altre parole, una persona non ha la libertà di rinunciare alla propria libertà. Rispetto alla questione del divorzio, Mill afferma che i matrimoni sono tra le più importanti associazioni all'interno della società. Comunque, se una coppia stabilisce di comune accordo il termine del matrimonio, il divorzio le è concesso in quanto la società non ha alcun potere di intervenire in un contratto personale così profondo.

#### Educazione
Mill considera che l'istruzione gestita dal governo sia un male, poiché annienterebbe la diversità di opinione di tutte le persone, essendo queste formate secondo un unico programma elaborato da pochi. Secondo Mill, la soluzione che costituisce il male minore pur contemplando l'istruzione pubblica, vede quest'ultima misurarsi con altre scuole gestite privatamente. Proprio per questo, Mill crede che il governo dovrebbe richiedere e finanziare l'istruzione privata, facendo inoltre rispettare l'obbligo formativo attraverso sanzioni pecuniarie minori e verifiche pubbliche annuali a livello nazionale, il cui superamento garantisca l'acquisizione di un determinato livello di conoscenza. Viene enfatizzata l'importanza di un'educazione che esponga concezioni opposte (ad esempio, gioverebbe all'allievo che si erudisce nella filosofia lo studio di Kant come quello di Locke). Infine, Mill sostiene che per gli Stati è legittimo vietare i matrimoni a meno che la coppia possa “dimostrare di avere i mezzi sufficienti a mantenere una famiglia” per mezzo dell'educazione e di altre necessità fondamentali.

#### Conclusione
Mill conclude enunciando tre motivi generali per opporsi all'intromissione del governo:
1. se chi agisce compie la propria azione meglio del governo.[63]
2. se giova a chi agisce compiere la propria azione benché il governo sia più adatto a compierla.[63]
3. se l’azione accordasse un potere così grande al governo tale da spingere questo oltre i suoi limiti o tale da trasformare l’ambizione individuale in dipendenza dal governo.[64]

Mill ricapitola la sua teoria come segue: